# Arbon Valley
Arbon Valley – miejscowość spisowa w Stanach Zjednoczonych, w stanie Idaho, w hrabstwie Power.